# Domen Prevc
Domen Prevc (Kranj, 4 juni 1999) is een Sloveense schansspringer. Hij is de jongere broer van schansspringer Peter Prevc.

## Carrière
Bij zijn wereldbekerdebuut, op 22 november 2015 in Klingenthal, eindigde Prevc op de achtste plaats. Op 30 januari 2016 stond hij in Sapporo voor de eerste maal in zijn carrière op het podium van een wereldbekerwedstrijd; hij eindigde als tweede achter zijn broer Peter. Op 26 november 2016 boekte de Sloveen in Kuusamo zijn eerste wereldbekerzege.

## Resultaten

### Wereldkampioenschappen
| Jaar | Plaats | Resultaten |
| ---- | ------ | ---------- |
| 2017 | Lahti  | 34e HS100  |

### Wereldkampioenschappen skivliegen
| Jaar | Plaats     | Resultaten             |
| ---- | ---------- | ---------------------- |
| 2018 | Oberstdorf | 21e HS235 · Team HS235 |

### Wereldbeker
Eindklasseringen
| Seizoen   | Algm | SV  | 4S  | RAW |
| --------- | ---- | --- | --- | --- |
| 2015/2016 | 14e  | –   | 17e |     |
| 2016/2017 | 6e   | 9e  | 9e  | 24e |
| 2017/2018 | 33e  | 13e | 37e | 44e |
| 2018/2019 | 13e  | 4e  | -   | 18e |
| 2019/2020 | 19e  | 9e  | 7e  | 38e |

Wereldbekerzeges
| Datum            | Plaats      | Schans |
| ---------------- | ----------- | ------ |
| 25 november 2016 | Kuusamo     | HS142  |
| 4 december 2016  | Klingenthal | HS140  |
| 10 december 2016 | Lillehammer | HS138  |
| 18 december 2016 | Engelberg   | HS137  |
| 17 maart 2019    | Vikersund   | HS240  |

### Wereldkampioenschappen
| Jaar | Plaats | Resultaten |
| ---- | ------ | ---------- |
| 2017 | Lahti  | 34e HS100  |